# Ruch oporu w III Rzeszy

Nieoficjalna flaga niemieckiego ruchu oporu, zaprojektowana w 1944 roku przez Josefa Wirmera

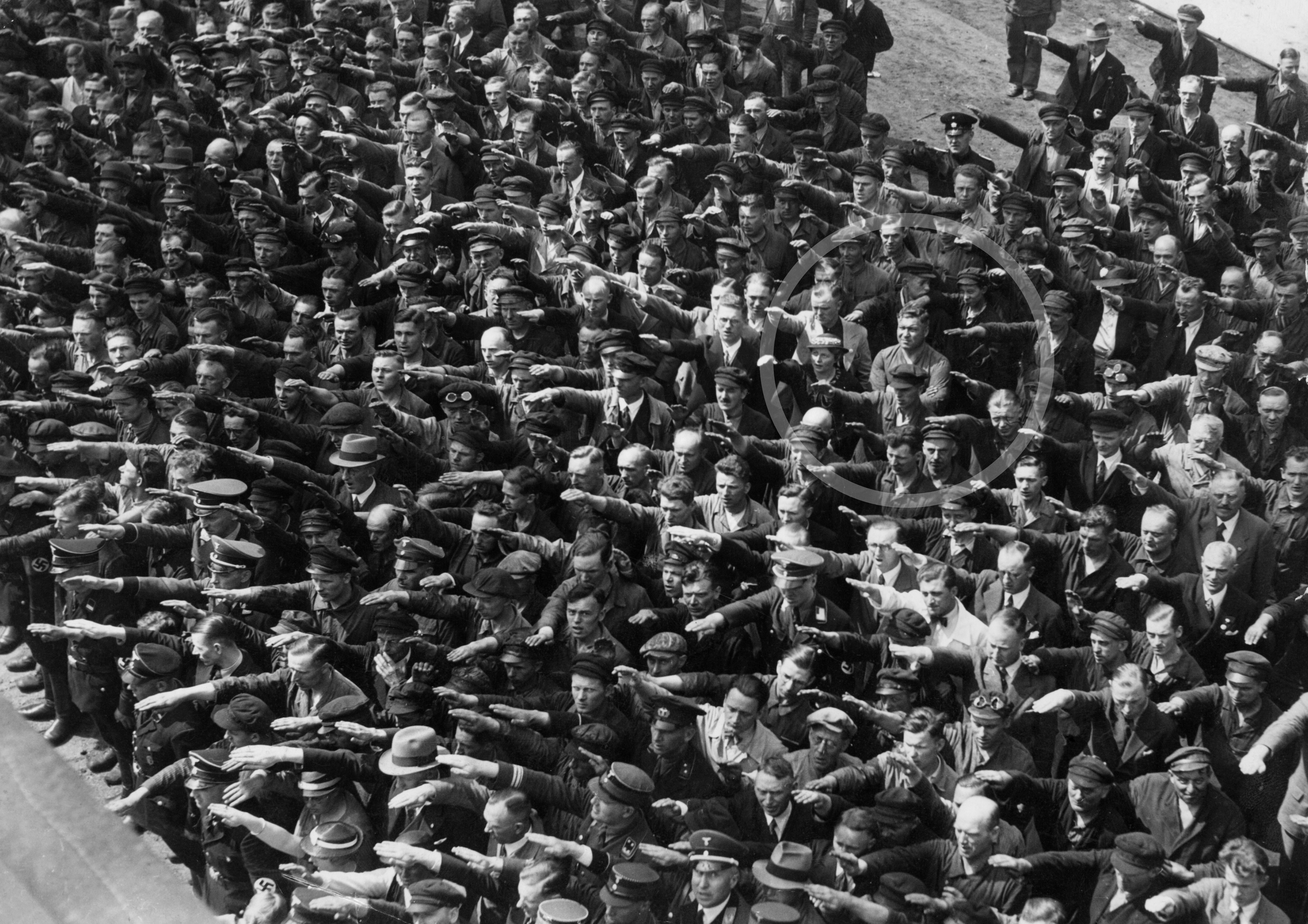
Wodowanie okrętu szkolnego Horst Wessel w 1936 roku. Kółkiem zaznaczono Augusta Landmessera, który jako jedyny odmówił wykonania nazistowskiego pozdrowienia Heil Hitler

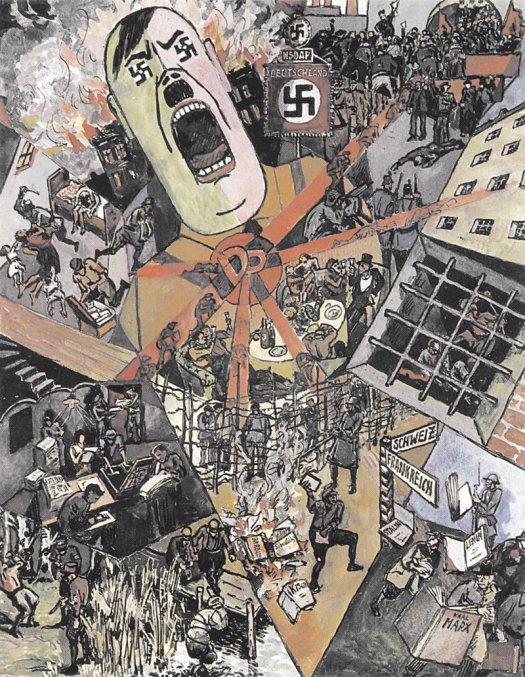
Obraz Trzecia Rzesza namalowany w 1934 roku przez niemieckiego antynazistowskiego malarza Heinricha Vogelera

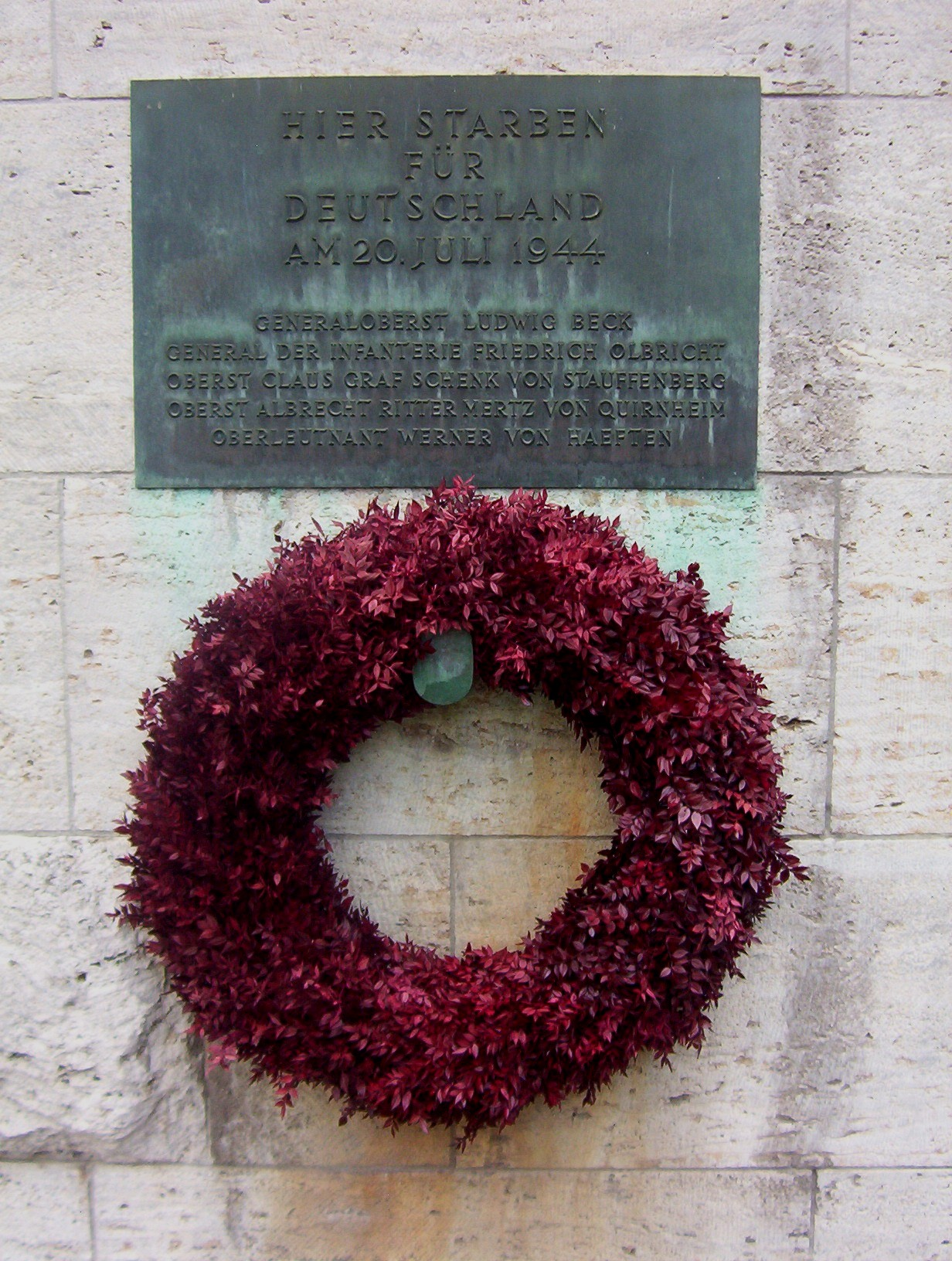
Tablica pamiątkowa na fasadzie Bendlerblocku w Berlinie poświęcona uczestnikom zamachu z 20 lipca 1944 roku, którzy niedługo później zostali rozstrzelani na dziedzińcu tego budynku

Ruch oporu w III Rzeszy (niem. Deutscher Widerstand, Widerstand gegen den Nationalsozialismus; w tłum. na pol. „Niemiecki ruch oporu”, „Ruch oporu przeciwko narodowemu socjalizmowi”) był tworzony przez jednostki i grupy wywodzące się ze środowiska cywilnego, wojska oraz duchowieństwa, które podczas istnienia w latach 1933–1945 III Rzeszy w różny sposób wyrażały sprzeciw wobec panującej w tym państwie władzy nazistowskiej.
Najbardziej radykalnym przejawem działalności tego ruchu było siedemnaście zamachów na życie przywódcy III Rzeszy Adolfa Hitlera, jakie w latach 1938–1944 przeprowadzili niektórzy z antynazistowskich opozycjonistów. Ostatnim z nich był zamach w Wilczym Szańcu dokonany 20 lipca 1944 roku, który, tak jak poprzednie zakończył się niepowodzeniem. Jego rezultatem było wytropienie, aresztowanie i skazanie na śmierć około 7 tysięcy osób, na które padło jakiekolwiek podejrzenie o związek z zamachem, co doprowadziło do ostatecznego unicestwienia ruchu oporu w nazistowskich Niemczech.

## Grupy, spiski i wydarzenia
| - Akcja o Wolność Bawarii - Biała Róża - Czarna Orkiestra - Czerwona Orkiestra - Deklaracja z Barmen - Edelweisspiraten - Kościół Wyznający - Komitet Narodowy Wolne Niemcy |  | - Komunistyczna Partia Niemiec - Konspiracja Haldera - Krąg z Krzyżowej - Operacja Iskra - Protest na Rosenstraße - Operacja Walkiria |

## Znani członkowie ruchu oporu
| - Ludwig Beck - Johannes Blaskowitz - Hans-Jürgen von Blumenthal - Eugen Bolz - Axel von dem Bussche - Philipp Freiherr von Boeselager - Dietrich Bonhoeffer - Klaus Bonhoeffer - Wilhelm Canaris - Alfred Delp - Hans von Dohnanyi - Hermann Ehlers - Horst von Einsiedel - Georg Elser - Erich Fellgiebel - Eberhard Finckh - August Froehlich - Otto Heinrich von der Gablentz - Klemens August von Galen - Ludwig Gehre - Otto Geßler - Hellmut von Gerlach - Rudolf-Christoph von Gersdorff - Hans Bernd Gisevius - Carl Friedrich Goerdeler |  | - Helene Gotthold - Hans Bernd von Haeften - Franz Halder - Georg Alexander Hansen - Paul von Hase - Ulrich von Hassell - Wolf-Heinrich von Helldorf - Andreas Hermes - Gerhard Hirschfelder - Erich Hoepner - Roland von Hößlin - Helmuth Hübener - Franciszek Jägerstätter - Jakob Kaiser - Friedrich Kellner - Otto Kiep - Friedrich Klausing - Ewald-Heinrich von Kleist-Schmenzin - Günther von Kluge - Hans Koch - Otto Kühne - August Landmesser - Wilhelm Leuschner - Julius Leber - Heinrich von Lehndorff - Karol Leisner - Wessel Freytag von Loringhoven - Maria von Maltzan - Helmuth James Graf von Moltke - Josef Müller |  | - Arthur Nebe - Martin Niemöller - Friedrich Olbricht - Hans Oster - Hans Peters - Johannes Popitz - Jan Prassek - Albrecht Mertz von Quirnheim - Adolf Reichwein - Erwin Rommel - Ferdinand Schaal - Fabian von Schlabrendorff - Fritz Schmenkel - Alexander Schmorell - Hans i Sophie Scholl - Friedrich-Werner von der Schulenburg - Fritz-Dietlof von der Schulenburg - Karl Joseph Schulte - Ulrich Wilhelm Schwerin von Schwanenfeld - Claus Schenk Graf von Stauffenberg - Hellmuth Stieff - Carl-Heinrich von Stülpnagel - Fritz Thiele - Henning von Tresckow - Adam von Trott zu Solz - Peter Yorck von Wartenburg - Albert Willimsky - Erwin von Witzleben |

## Upamiętnienie
Pamięć o ruchu oporu w III Rzeszy jest popularyzowana m.in. przez Centrum Pamięci Niemieckiego Ruchu Oporu w Berlinie czy Stowarzyszenie Ofiar Prześladowanych przez Reżim Nazistowski – Stowarzyszenie Antyfaszystów.